# Chandler (Minnesota)
Chandler es una ciudad ubicada en el condado de Murray en el estado estadounidense de Minnesota. En el Censo de 2010 tenía una población de 270 habitantes y una densidad poblacional de 133,48 personas por km².

## Geografía
Chandler se encuentra ubicada en las coordenadas 43°55′50″N 95°57′5″O / 43.93056, -95.95139. Según la Oficina del Censo de los Estados Unidos, Chandler tiene una superficie total de 2.02 km², de la cual 2.02 km² corresponden a tierra firme y (0%) 0 km² es agua.

## Demografía
Según el censo de 2010, había 270 personas residiendo en Chandler. La densidad de población era de 133,48 hab./km². De los 270 habitantes, Chandler estaba compuesto por el 88.89% blancos, el 0.74% eran afroamericanos, el 0% eran amerindios, el 0% eran asiáticos, el 0% eran isleños del Pacífico, el 9.63% eran de otras razas y el 0.74% pertenecían a dos o más razas. Del total de la población el 22.59% eran hispanos o latinos de cualquier raza.